# Joseph Theodorus Suwatan
Joseph Theodorus Suwatan (ur. 10 kwietnia 1940 w Tegal) – indonezyjski duchowny rzymskokatolicki, w latach 1990–2017 biskup Manado.

## Życiorys
Święcenia kapłańskie przyjął 8 stycznia 1969. 8 lutego 1990 został prekonizowany biskupem Manado. Sakrę biskupią otrzymał 29 czerwca 1990. 12 kwietnia 2017 przeszedł na emeryturę.